# 허쉬 키세스

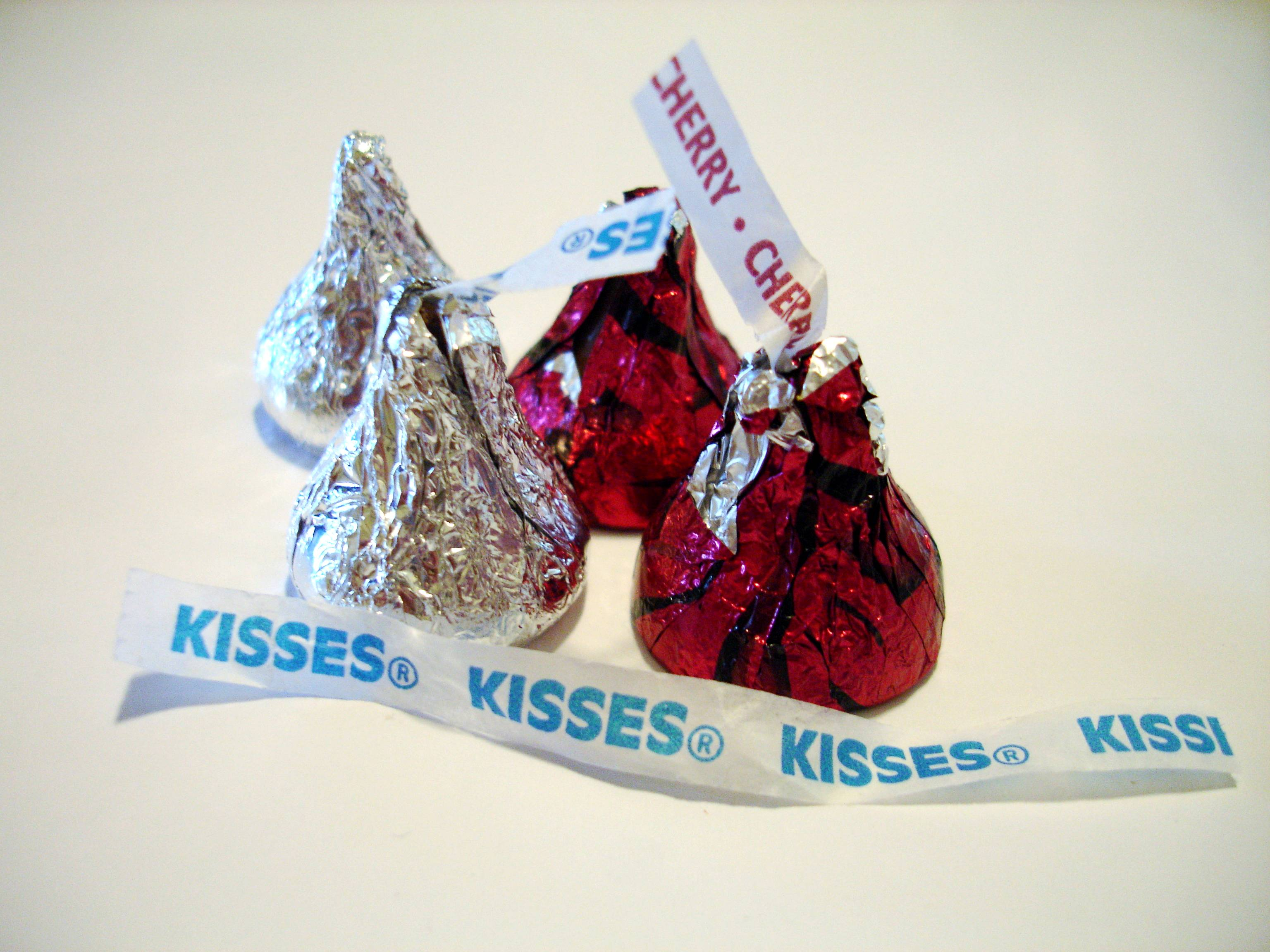
오리지널 밀크 초콜릿 허쉬 키세스

허쉬 키세스(Hershey's Kisses)는 허쉬 회사가 제조하는 초콜릿 브랜드이다. 보통 아래가 평평한 눈물 방울 모양이다. 허쉬 키세스 초콜릿은 가벼운 알루미늄 호일이 감싸며. 위에는 쉽게 호일을 벗길 수 있도록 해 주는 가는 종이가 돌출되어 있다.